# Procavia
Genre
Synonymes
- Euhyrax Gray, 1868[2]
- Hyrax Hermann, 1783[2]
- Procauia Storr, 1780[2]

Procavia est un genre de mammifères de la famille des Procaviidae.

## Liste des espèces
Selon BioLib (25 juin 2019) :
- Procavia capensis (Pallas, 1766) — Daman du Cap
- Procavia pliocenica Pickford, 2005 †
- Procavia transvaalensis Shaw, 1937 †